# Colum McCann
Pour les articles homonymes, voir McCann.
Œuvres principales
- Et que le vaste monde poursuive sa course folle
- Apeirogon

Colum McCann (né le 28 février 1965 à Dublin) est un écrivain irlandais. Après avoir été journaliste, il commence à écrire des romans en 1995 et accède à la notoriété avec Et que le vaste monde poursuive sa course folle (Let The Great World Spin, 2009) primé à de nombreuses occasions. Il vit à New York où il enseigne l'écriture créative.

## Biographie
Il est né le 28 février 1965 dans la banlieue de Dublin. Sean, son père, était journaliste pour un journal le groupe de presse Irish Press. Sa mère était femme au foyer. Il a deux frères, Sean et Ronan, et deux sœurs, Siobhan et Oonagh. Son père, un ancien joueur de football professionnel au Charlton Athletic de Londres, était également éditeur, éveillant un goût pour les livres chez le jeune Colum.
Colum McCann étudie à Sint Brigid's National School à Foxrock, pas très loin du lieu de naissance de Samuel Beckett. Puis, à 12 ans, il rejoint Clonkeen College, une école catholique de Deansgrange.  
Après des études de journalisme au St Joseph's College de Dublin, la seule formation, à l'époque, pour devenir reporter en Irlande, il travaille comme rédacteur au Evening Herald, puis devient correspondant junior pour l'Evening Press de Dublin dans les années 1980. Il a déjà fait ses premières armes en recevant le prix du jeune journaliste de l'année pour des articles sur le sort des femmes battues de Dublin.  
À l'âge de 21 ans, il décide de se rendre aux États-Unis. Il parcourt ainsi 20 000 kilomètres à travers l'Amérique, multipliant les petits boulots. Il décide ensuite de partir vivre au Japon, avant de revenir aux États-Unis, à New York, où il vit aujourd'hui.
Il enseigne l'écriture créative au Hunter College de l'université de la Ville de New York et à l'European Graduate School. 
Ses ouvrages, traduits en 26 langues, ont été en partie publiés dans des revues, notamment dans The New Yorker, The Atlantic Monthly et GQ. Ses contributions sont aussi parues dans des journaux, tels que The Irish Times, Die Zeit, La Repubblica, Paris Match, The New York Times, The Guardian et The Independent.
À propos de Apeirogon (2020), Florence Noiville écrit « Son grand œuvre de la maturité.[...] Un hyper, un archi-roman. Explosé en exactement mille et un fragments. ».

## Œuvre

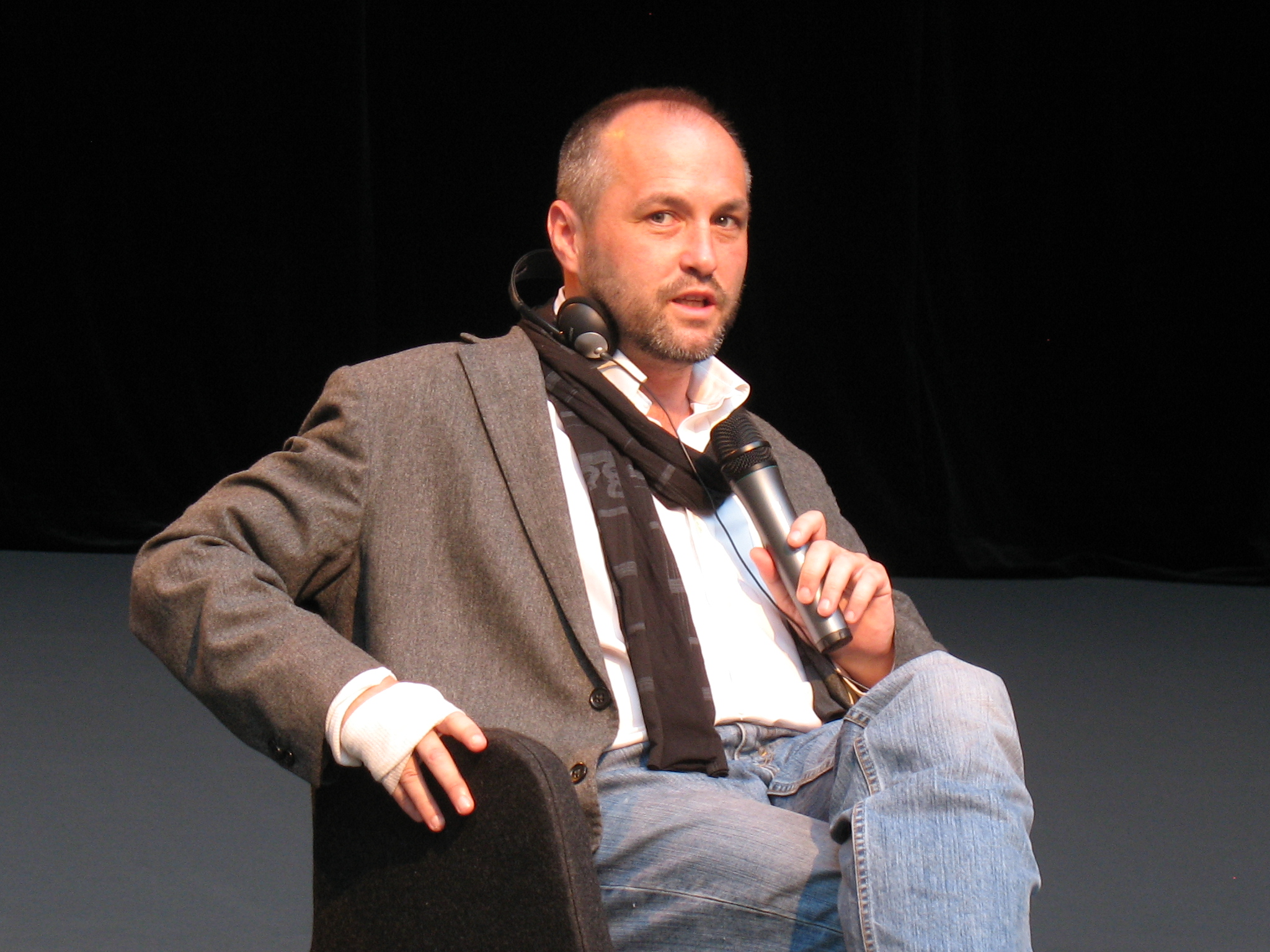
Colum McCann à Lyon, en mai 2009.

### Romans
- Songdogs (Phoenix House, 1995) Publié en français sous le titre Le Chant du coyote, traduit par Renée Kérisit, Paris, Éditions Marval, 1996  (ISBN 2-86234-206-8) ; réédition, Paris, 10/18 no 2799, 1998  (ISBN 2-264-02766-5)
- This Side of Brightness (Orion, 1998) Publié en français sous le titre Les Saisons de la nuit, traduit par Marie-Claude Peugeot, Paris, Éditions Belfond, 1998  (ISBN 2-7144-3558-0) ; réédition, Paris, 10/18 no 3145, 2000  (ISBN 2-264-02950-1)
- Dancer (Weidenfeld & Nicolson, 2003) Publié en français sous le titre Danseur, traduit par Jean-Luc Piningre, Paris, Éditions Belfond, 2003  (ISBN 2-7144-3729-X) ; réédition, Paris, Pocket no 12564, 2007  (ISBN 978-2-266-15314-0)
- Zoli (Weidenfeld & Nicholson, 2006) Publié en français sous le titre Zoli, traduit par Jean-Luc Piningre, Paris, Éditions Belfond, 2007  (ISBN 978-2-7144-4136-2) ; réédition, Paris, 10/18 no 4172, 2008  (ISBN 978-2-264-04750-2)
- Let The Great World Spin (Airport & Export, 2009) - National Book Award 2009 et prix du Meilleur livre de l'année (magazine Lire) 2009 Publié en français sous le titre Et que le vaste monde poursuive sa course folle, traduit par Jean-Luc Piningre, Paris, Éditions Belfond, 2009  (ISBN 978-2-7144-4506-3) ; réédition, Paris, 10/18 no 4397, 2010  (ISBN 978-2-264-05217-9)
- TransAtlantic (2013) Publié en français sous le titre Transatlantic, traduit par Jean-Luc Piningre, Paris, Éditions Belfond, 2013  (ISBN 978-2-7144-5007-4)
- Gone (2014), roman court
- Apeirogon (Bloomsbury Publishing, 2020) - prix du Meilleur Livre étranger Publié en français Apeirogon, traduit par Clément Baude, Paris, Éditions Belfond, 2020, 512 pages  (ISBN 978-2-7144-5008-1)

### Recueils de nouvelles
- Fishing the Sloe-Black River (Phoenix House, 1994) Publié en français sous le titre La Rivière de l'exil, traduit par Michelle Herpe-Voslinsky, Paris, Éditions Belfond, 1999  (ISBN 2-7144-3652-8) ; réédition, Paris, 10/18 no 3319, 2001  (ISBN 2-264-03147-6)
- Everything in This Country Must (Phoenix House, 2000), deux nouvelles et un roman court Publié en français sous le titre Ailleurs, en ce pays, traduit par Michelle Herpe-Voslinsky, Paris, Éditions Belfond, 2001  (ISBN 2-7144-3728-1) ; réédition, Paris, 10/18 no 3556, 2003  (ISBN 2-264-02766-5)
- From the Republic of Conscience: Stories Inspired by the Universal Declaration of Human Rights (2009), en collaboration avec Maeve Binchy, John Boyne, John Connolly, Roddy Doyle, Seamus Heaney, Jennifer Johnston, Neil Jordan, Frank McCourt et Colm Tóibín
- Thirteen Ways of Looking (2015)Publié en français sous le titre Treize façons de voir, traduit par Jean-Luc Piningre, Paris, Éditions Belfond, 2016  (ISBN 978-2-7144-7076-8) ; réédition, Paris, 10/18 no 5243, 2017  (ISBN 978-2-264-06799-9)

### Essai
- Letters to a Young Writer: Some Practical and Philosophical Advice (Harper Collins, 2017)  Publié en français sous le titre Lettres à un jeune auteur, traduit par Jean-Luc Piningre, Paris, Éditions Belfond, 2018  (ISBN 978-2-7144-7603-6)  ; réédition, Paris, 10/18 no 5494, 2019  (ISBN 978-2-264-07417-1)
- American Mother, avec Diane Foley (Harper Collins, 2023)  Publié en français sous le titre American Mother, traduit par Clément Baude, Paris, Éditions Belfond, 2024  (ISBN 978-2-7144-9968-4)

### Anthologie
- The Book Of Men (2013)Publié en français sous le titre Être un homme, multiples traducteurs, Paris, Éditions Belfond, 2014  (ISBN 978-2-7144-5863-6) ; Pour soutenir son association caritative, Narrative 4, Colum McCann a rassemblé autour de lui 75 auteurs qui tous ont accepté d'écrire un texte inédit répondant à cette question : qu'est-ce qu'être un homme ?